# Wolfgang Meyer (Politiker, 1948)

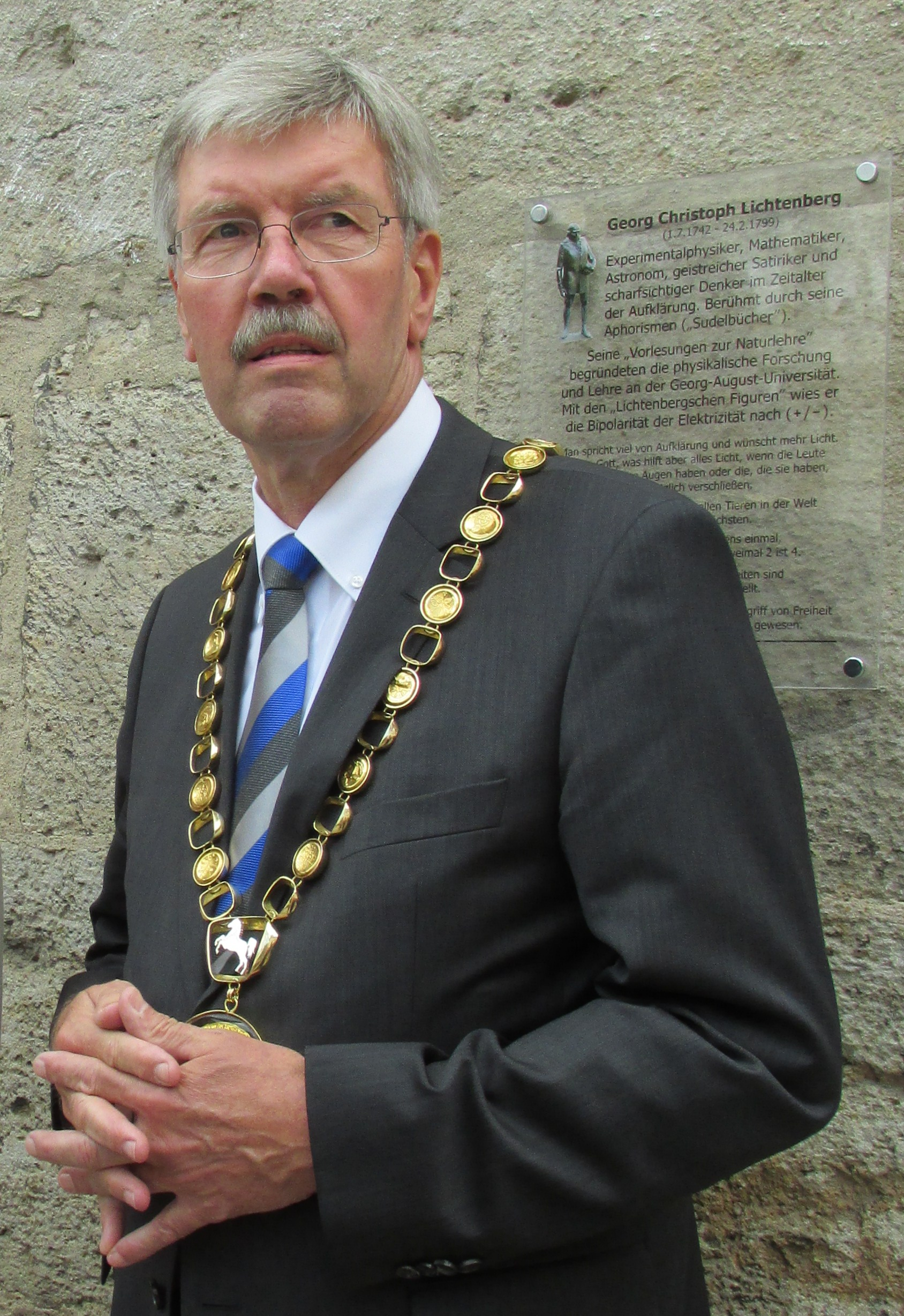
Wolfgang Meyer (2014)

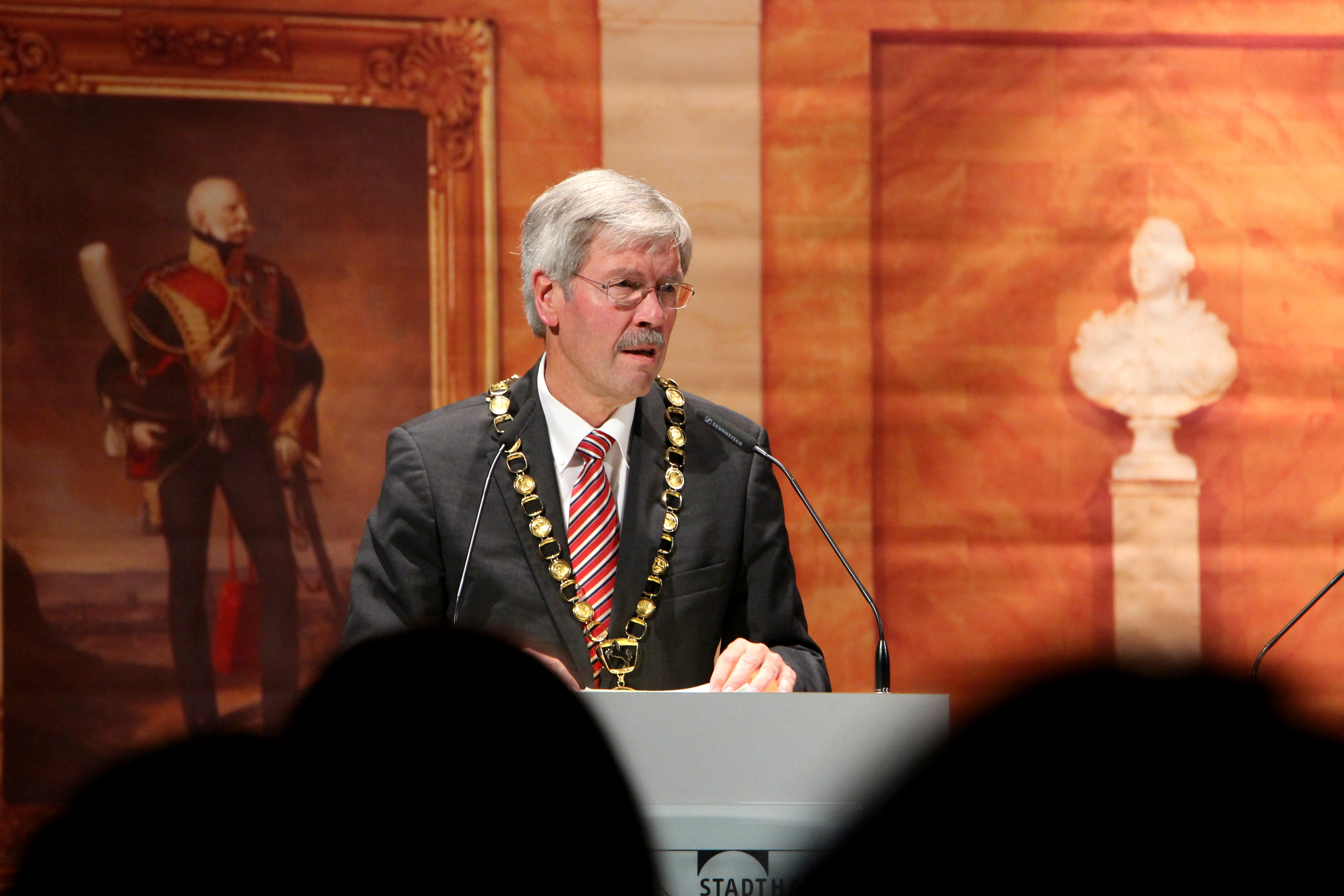
In der Uni-Aula auf dem Göttinger Historikertag, September 2014

Wolfgang Meyer (* 26. April 1948 in Springe) ist ein deutscher Politiker der SPD.
Am 24. September 2006 wurde er per Stichwahl zum Oberbürgermeister der Stadt Göttingen gewählt und trat das Amt als Nachfolger von Jürgen Danielowski am 1. November 2006 an. Er blieb bis Ende Oktober 2014 im Amt. Auf ihn folgte Rolf-Georg Köhler.

## Leben
Meyer wuchs größtenteils in Salzgitter auf, wo er auch zur Schule ging. Er studierte von 1969 bis 1972 Jura in Göttingen und absolvierte sein Referendariat in verschiedenen Städten. Seit 1976 arbeitete er als Staatsanwalt und Richter am Amtsgericht in Göttingen. 1981 wurde er in den Rat der Stadt Göttingen gewählt, wo er von 1984 bis 1991 als Fraktionsvorsitzender der SPD tätig war. Im Jahr 1991 wurde er zum Rechtsdezernenten der Stadt Göttingen gewählt, wo er für die Bereiche Recht, Ordnung, Umwelt, Schule, Bibliothek und Sport zuständig war. Ende 2002 wurde er vorzeitig einstimmig durch den Rat der Stadt für weitere acht Jahre in seinem Amt als Dezernent bestätigt.
Am 24. November 2005 schlug eine Findungskommission des SPD-Stadtverbands Göttingen, bestehend aus Klaus Wettig, Gabriele Andretta, Rainer Kallmann, Stephan Klecha und Claudia Leuner-Haverich, Meyer als Kandidaten der SPD für die Wahl des Oberbürgermeisters vor. Am selben Abend wurde er einstimmig von der SPD-Stadtverbandsvorversammlung aller SPD-Mitglieder Göttingens am 28. Januar 2006 formell als Kandidat der SPD aufgestellt. Für seine Kandidatur erhielt Meyer 99,4 % der Stimmen. Im ersten Wahlgang am 10. September 2006 entfielen auf Meyer 41,3 % der Stimmen. Daniel Helberg (CDU) erhielt mit 25,8 % die zweitmeisten Stimmenanteile und gelangte daraufhin mit Meyer in die Stichwahl am 24. September 2006. Meyer erhielt in der Stichwahl die Unterstützung von Bündnis 90/Die Grünen, deren eigener Oberbürgermeisterkandidat Stefan Wenzel mit 19,9 % im ersten Wahlgang gescheitert war.
Die Stichwahl um das Amt des Oberbürgermeisters gewann Meyer mit 68,9 % gegen den Kandidaten der CDU, Daniel Helberg. 2014 trat Meyer aus Altersgründen nicht mehr zur Wahl an, seine Amtszeit endete am 31. Oktober des Jahres.
Meyer ist seit 1974 verheiratet und hat eine Tochter und zwei Söhne.